# Florian Wenninger
Florian Wenninger (geboren am 5. Juli 1978 in Oberndorf bei Salzburg) ist ein österreichischer Historiker, der sich überwiegend der Zeitgeschichte widmet.

## Leben und Werk
Nach seiner Matura 1998 leistete Wenninger einen vierzehnmonatigen Zivilersatzdienst an der israelischen Holocaust-Gedenkstätte Yad Vashem. Anschließend studierte er Politikwissenschaft und Geschichte und engagierte sich weiter ehrenamtlich im Verein Gedenkdienst, dessen Obmann er 2006 bis 2010 war. Nach Fertigstellung seiner Diplomarbeit bei Emmerich Tálos, für den er auch als studentische Hilfskraft am Institut für Staatswissenschaft tätig war, wechselte Wenninger 2008 ans Institut für Zeitgeschichte der Universität Wien. Hier war er in weiterer Folge bis 2013 als Universitätsassistent (prae-doc) bei Oliver Rathkolb tätig. 2013 bis 2015 fungierte Wenninger als Koordinator eines Forschungsprojektes zur politischen Repression im Austrofaschismus und unterrichtete daneben an einer Wiener Mittelschule. Ab 2015 war er Universitätsassistent (post-doc) am Institut für Zeitgeschichte, bevor er 2019 die Leitung des Instituts für Historische Sozialforschung, einer außeruniversitären Forschungseinrichtung in Wien, übernahm. 2015 und 2016 folgten Forschungsaufenthalte an der Carnegie Mellon University in Pittsburgh und der UC Berkeley, 2025 war er Botstiber-Gastprofessor an der UC Berkeley. Wenninger ist weiterhin am Institut für Zeitgeschichte der Universität Wien als Senior Research Fellow assoziiert und lehrt hier auch. Schwerpunkte seiner wissenschaftlichen Arbeit sind neben der österreichischen Zeitgeschichte besonders historische Identitäten, die Geschichte der Arbeiterbewegung sowie Polizei- und Gewaltforschung. 2011 bis 2013 gehörte Wenninger einer Historikerkommission an, die sich mit den Wiener Straßennamen befasste. Er ist Herausgeber mehrerer Bücher, publizierte zahlreiche Aufsätze und fungiert verschiedentlich als Gutachter. Er ist Redaktionsmitglied der Zeitschrift zeitgeschichte. 2021 gründete er gemeinsam mit dem Historiker Oliver Kühschelm das Geschichtsvermittlungsprojekt Wasbishergeschah. Er bezieht regelmäßig Stellung in öffentlichen Debatten zum Thema Zeitgeschichte. Als „überzeugter Republikaner“ plädierte Wenninger u. a. für eine kritischere Befassung mit dem Austrofaschismus und für eine rigidere Auslegung des Adelsaufhebungsgesetzes. Im Rahmen eines World-Cafés zur Volksbefragung zur Wehrpflicht in Österreich 2013 befürwortete er die Beibehaltung der Wehrpflicht.

## Buchpublikationen
- (Hrsg.): Weltenwende? Der politische Umbruch 1918/19 und die Frage nach dem Wesen der „Österreichischen Revolution“. [= Zeitgeschichte, 48. Jahrgang, Heft 4, 2021].
- (Hrsg.), mit Birgit Nemec: Geschichtspolitik im öffentlichen Raum. Zur Benennung und Umbenennung von Straßen im internationalen Vergleich. [= Zeitgeschichte, 46. Jahrgang, Heft 1, 2019].
- (Hrsg.), mit Jürgen Pfeffer: Sabotage und Psychologische Kriegsführung. Ein Handbuch. Czernin, Wien 2018.
- (Hrsg.), mit Jutta Fuchshuber: "Ich bin also nun ein anderer". Die jüdische Bevölkerung der Wieden 1938-1945. Trotzdem, Wien 2017.
- (Hrsg.), mit Lucile Dreidemy, Richard Hufschmied, Agnes Meisinger, Berthold Molden, Eugen Pfister, Katharina Prager, Elisabeth Röhrlich, Maria Wirth: Bananen, Cola, Zeitgeschichte. Oliver Rathkolb und das Lange 20. Jahrhundert [= Festschrift aus Anlass des 60. Geburtstags von Oliver Rathkolb], 2 Bände. Böhlau, Wien / Köln / Weimar 2015, ISBN 978-3-205-20091-8.
- (Hrsg.), mit Peter Autengruber, Birgit Nemec, Oliver Rathkolb: Umstrittene Wiener Straßennamen. Ein kritisches Lesebuch. Pichler, Wien / Graz / Klagenfurt 2014, ISBN 978-3-85431-669-5.
- (Hrsg.), mit Lucile Dreidemy: Das Dollfuß/Schuschnigg-Regime 1933–1938. Vermessung eines Forschungsfeldes. Böhlau, Wien / Köln / Weimar 2013, ISBN 978-3-205-78770-9.
- (Hrsg.), mit Peter Pirker: Wehrmachtsjustiz. Kontext – Praxis – Nachwirkungen. Braumüller, Wien 2011, ISBN 978-3-7003-1752-4.
- (Hrsg.), mit Paul Dvorak, Katharina Kuffner: Geschichte macht Herrschaft. Zur Politik mit dem Vergangenen. Braumüller, Wien 2007, ISBN 978-3-7003-1601-5.
- (Hrsg.), mit Willi Mernyi, Mauthausen Komitee Österreich: Die Befreiung des KZ Mauthausen. Berichte und Dokumente. ÖGB Verlag, Wien 2006, ISBN 978-3-7035-1111-0.

## Beiträge
- „Sie glauben, mit unseren Toten ihre Weinberge düngen zu können!“ – Ignaz Seipel in der Wahrnehmung der österreichischen Sozialdemokratie. In: Michaela Sohn-Kronthaler, Markus Zimmermann (Hrsg.): Ignaz Seipel (1876–1932) im Spannungsfeld von Kirche, Partei und Politik. Wien 2024, S. 279–302, ISBN 978-3-205-22120-3.
- Das weite Feld der Polizeiforschung. Eine methodologische Reflexion in Anlehnung an die Kolloquien zur Polizeigeschichte als sozial- und kulturwissenschaftliches Forum. In: Barbara Stelzl-Marx, Andreas Kranebitter, Gregor Holzinger (Hrsg.): Exekutive der Gewalt. Die österreichische Polizei und der Nationalsozialismus. Wien 2024, S. 695–703, ISBN 978-3-205-21847-0.
- Zur Genese des Arbeitsverfassungsgesetzes 1973. Ein historischer Rückblick aus Anlass des 50. Jahrestages der Beschlussfassung im Nationalrat. In: Rudolf Mosler (Hrsg.): 50 Jahre Arbeitsverfassungsgesetz. Wien 2024, S. 19–31, ISBN 978-3-99046-700-8.
- On the Role and Patterns of Female (Protest) Action in the February Uprising of 1934. In: Frank Jacob, Jowan A. Mohammed (Ed.): Gender and Protest. On the Historical and Contemporary Interrelation of two Social Phenomena. Berlin / Boston 2023, pp. 149–179, ISBN 9783111100135.
- „Eine krankhafte Erscheinung […] im Programm der sonst so tüchtigen und vortrefflichen Christlichsozialen Partei.“ Antisemitismus im Politischen Katholizismus vom Fin de Siècle bis zum Austrofaschismus. In: Linda Erker, Michael Rosecker (Hrsg.): Antisemitische und rechte Netzwerke in der Zwischenkriegszeit. Zur Bedeutung informeller Machtstrukturen für die politische Radikalisierung in Österreich. Wien 2023, S. 75–103, ISBN 978-3-85464-045-5.
- „… für die Welle der Erneuerung kein besserer Sammelbegriff“. Die österreichische Diktatur 1933–1938 und das Faschismus-Paradigma. In: Carlo Moos (Hrsg.): (K)ein Austrofaschismus? Studien zum Herrschaftssystem 1933–1938. Wien 2021, S. 71–90, ISBN 978-3-643-51074-7.
- „… eine Bonzenpartei, in der die Söhne Judas das große Wort führen“. Hypothesen zu den Ursachen der katholischen Abneigung gegen die österreichische Sozialdemokratie vor 1933. In: Franz Gmainer-Pranzl, Martin Jäggle, Anna Wall-Strasser (Hrsg.): Katholische Kirche und Sozialdemokratie in Österreich. Ein (selbst-)kritischer Blick auf Geschichte und Gegenwart. Wien 2021, S. 35–74, ISBN 978-3-903040-54-0.
- Austrofaschismus. In: Marcus Gräser, Dirk Rupnow (Hrsg.): Österreichische Zeitgeschichte – Zeitgeschichte in Österreich. Eine Standortbestimmung in Zeiten des Umbruchs. Wien 2021, S. 67–107, ISBN 978-3-205-20928-7.
- mit Hendrik Wagenaar: Deliberative Policy Analysis, Interconnectedness and Institutional Design: Lessons from „Red Vienna“. In: Policy Studies. Vol. 41, Issue 4, 2020, S. 411–437.
- „Ein Brückenkopf des Deutschtums in Südost?“ Die Schwarze Reichswehr in Österreich 1919–1922. In: Adrian Hänni, Daniel Rickenbacher, Thomas Schmutz (Hrsg.): Über Grenzen hinweg. Transnationale politische Gewalt im 20. Jahrhundert. Frankfurt 2020, S. 91–123, ISBN 978-3-593516455.
- „The Duty to Express Value Judgments“. Charles Adams Gulick, Interwar Austria and the Question of Political Neutrality as a Scholarly Virtue. In: Contemporary Austrian Studies. Vol. 28, 2019, S. 241–279.
- Widmung und Umwidmung öffentlicher Räume. Eine Analyse des Spektrums der Debatten in österreichischen Gemeinden. In: Zeitgeschichte. 46. Jahrgang, Heft 1, 2019, S. 111–139.
- „... für das ganze christliche Volk eine Frage auf Leben und Tod.“ Anmerkungen zu Wesen und Bedeutung des christlichsozialen Antisemitismus bis 1934. In: Gertrude Enderle-Burcel, Ilse Reiter-Zatloukal (Hrsg.): Antisemitismus in Österreich 1933–1938, Wien 2018, S. 195–235, ISBN 978-3-205-20126-7.
- Genosse ex negativo? Hypothesen zum Verhältnis von Karl Kraus und der österreichischen Sozialdemokratie. In: Katharina Prager (Hrsg.): Geist versus Zeitgeist: Karl Kraus in der Ersten Republik. Wien 2018, S. 60–79, ISBN 978-3-99300-328-9.
- Der Faschist als Alien. Eine Reflexion der drei-Lager-Theorie am Beispiel der österreichischen Heimwehren. In: Werner Anzenberger, Heimo Halbrainer (Hrsg.): Unrecht im Sinne des Rechtsstaates. Die Steiermark im Austrofaschismus. Graz 2014, S. 47–67, ISBN 978-3-902542-15-1.
- Austrian Missions – Das Problem der politischen Äquidistanz der Forschung am Beispiel Austrofaschismus. In: Ilse Reiter, Christiane Rothländer, Pia Schölnberger (Hrsg.): Österreich 1933–1938. Interdisziplinäre Bestandsaufnahmen und Perspektiven. Wien 2012, S. 257–272, ISBN 978-3-205-78787-7.
- Geschichte zwischen „Aufarbeitung“ und Vermittlung. Überlegungen anhand eines Exempels. In: Bundesjugendvertrung (Hrsg.): Geraubte Kindheit. Kinder und Jugendliche im Nationalsozialismus. Wien 2010, S. 197–212, ISBN 9783902605184.
- Die Wohnung des Rottenführers D. Über Opferfokus und Täterabsenz in der zeitgeschichtlichen Vermittlungsarbeit. In: Till Hilmar (Hrsg.): Ort, Subjekt, Verbrechen. Koordinaten historisch-politischer Bildungsarbeit zum Nationalsozialismus. Wien 2010, S. 54–74, ISBN 978-3-7076-0346-0.
- Projektarbeit und externe Kooperationen in der historisch-politischen Bildungsarbeit mit Jugendlichen. Ein Werkstattbericht des Vereins Gedenkdienst. In: Jahrbuch 2010 des Dokumentationsarchivs des österreichischen Widerstandes. Wien 2010, S. 66–88, ISBN 978-3-901142-56-7.
- Aus Zeitgeschichte wird Geschichte. Zu Möglichkeiten und Grenzen der Arbeit mit Jugendlichen in der KZ-Gedenkstätte Mauthausen. In: Christa Bauer, Andreas Baumgartner, Willi Mernyi (Hrsg.): Nichts als alte Mauern. Sinn und Möglichkeiten von KZ-Gedenkstättenbesuchen und Dokumentation eines erfolgreichen Modellprojektes. Band 1, Wien 2009, S. 15–26, ISBN 9783902605139.
- Zwischen Verantwortung, Schuld und Sühne. Der österreichische Gedenkdienst und die deutsche Aktion Sühnezeichen als Formen nichtstaatlicher Geschichtspolitik. In: Austriaca. Nr. 69, Dezember 2009, S. 87–112.
- Der Bürgerkrieg in den Köpfen. Die Deutungsmuster der sozialdemokratischen Führung nach der Niederlage im Februar 1934. In: Juridikum. 01/2009, S. 44–47.
- Februarerinnerung. Der österreichische Bürgerkrieg im historischen Gedächtnis der Zweiten Republik. In: Klaus Kienesberger et alii (Hrsg.): unSICHTBAR. Widerständiges im Salzkammergut. Czernin, Wien 2008, S. 68–81, ISBN 978-3-7076-0264-7.
- Die Rettung des Vaterlandes oder vom Wesen der „Reinen Demokratie“. In: Betrifft Widerstand. Nr. 87, Juni 2008, S. 4–10.
- Nachbarliche Raubzüge – die „Arisierungen“ im 15. Bezirk. In: Michael Kofler, Judith Pühringer, Georg Traska: Das Dreieck meiner Kindheit. Eine jüdische Vorstadtgemeinde in Wien. Mandelbaum, Wien 2008, S. 148–169, ISBN 978385476-279-9.